# Europæiske Frie Alliance
 For alternative betydninger, se EFA.
Europæiske Frie Alliance (European Free Alliance, EFA eller Alliance libre européenne) er et europæisk politisk parti, der består af i alt 35 regional- og mindretalspartier fra EU's medlemslande. Partiet går ind for folkenes selvbestemmelsesret, forsvarer retten til forskellige sprog og kultur i EU og afviser et centralistisk Europa. Den Europæiske Frie Alliance har over 200 folkevalgte i nationale og regionale parlamenter og danner sammen med De Europæiske Grønne en parlamentarisk gruppe i Europa-Parlamentet (Grønne-EFA-gruppen).
Europæisk Fri Alliance blev grundlagt i 1981 som en kooperation af flere europæiske regionalpartier. I marts 2004 blev EFA formelt dannet som et politisk parti i henhold til de nye EU-bestemmelser om oprettelsen af EU-partier. Medlemspartierne omfatter bl.a. Sydslesvigsk Vælgerforening fra Sydslesvig/Tyskland, Ålands Framtid fra Ålandsøerne/Finland, Frisiske Nationale Parti fra Frisland/Nederlandene, Scottish National Party fra Skotland/Storbritannien, walisiske, baskiske, catalanske og en række andre mindretalspartier.